# Улуханова Лідія Олександрівна
Лі́дія Олекса́ндрівна Улуха́нова (до шлюбу Вікше́мська, нар. 1879, Волинь — † 1954, Львів) — українська оперна співачка (лірико-драматичне сопрано), педагогиня, професорка.

## Життєпис
Походила з Волині з багатої родини Вікшемських.
Вокалу навчалась у київській музичній школі Миколи Тутковського (клас проф. О. О. Сантагано-Горчакової, 1896—1900).
Вдосконалювала вокальну майстерність у Мілані (проф. Аркель та Ванцо (1902, 1912).
Виступала під дошлюбним прізвищем Вікшемська в оперних театрах Києва, Москви, Петрограда, Тифлісу, Казані, Харкова та ін.
1927 року розпочала педагогічну діяльність, викладала в Київській консерваторії. Через рік разом з чоловіком, режисером Олександром Улухановим, переїхала до Львова, де почала викладати у Вищому Музичному інституті ім. М. Лисенка, а з 1931 року паралельно — в Консерваторії ім. К. Шимановського.
Серед її учнів та учениць того періоду — О. Лепкова-Антонович, Р. Гуминілович, Я. Вайсер (Вассарі), А. Поліщук, М. Скала-Старицький, О. Николишин, В. Гренчишин, Ю. Шухевич, І. Задорожний, М. Попіль.
З 1939 року викладала у Львівській державній консерваторії (з 1944 р. — ім. М. В. Лисенка). У тому ж році їй було присвоєно звання доцентки. З 1939 до 1941 року також працювала консультанткою з удосконалення вокальної майстерності солістів у Львівському оперному театрі.
3 1941 року давала приватні уроки співу. Після війни продовжила викладацьку роботу в консерваторії (1945—1954). З 1947 року — професорка. Серед учениць та учнів Лідії Олександрівни цього періоду — В. Шумна, Є. Коляда, В. Розумна, К. Шелюжко, Т. Сіньковська, Р. Голдіна, Л. Жилкіна, О. Врабель.
Вікшесмька-Улуханова з чоловіком були в дружніх стосунках зі співаком Федором Шаляпіним, з яким виконувала багато оперних партій.

## Партії
- 1-а виконавиця партії: в Нижньому Новгороді — Поппея («Нерон»), в Саратові — Заза («Заза»)
- Наташа («Русалка» О. Даргомизького)
- Маша («Дубровський»)
- Ліза («Пікова дама»)

## Роботи
- Методичні розробки «Практичні поради молодому викладачеві співу», «Значення резонаторів у процесі авторольного співу».
- Доповідь на тему «Основні педагогічні думки українського співака і педагога О. П. Мишуги».